# Station Fressies
Station Fressies is een spoorwegstation in de Franse gemeente Fressies.